# Dobrowolność
Dobrowolność – cecha działania etycznego, stanowiąca konieczny lub wystarczający warunek podlegania ocenom moralnym. Odpowiednimi przymiotnikami zastępującymi to słowo są: nieprzymuszony, niewymuszony, nieprzymusowy; spontaniczny, samodzielny, samorzutny, ochotniczy; bez przymusu, z własnej woli (dobrowolny datek).